# Luca Agamennoni
Luca Agamennoni (Livorno, 8 agosto 1980) è un canottiere italiano.

## Carriera
Inizia a praticare la disciplina nella società livornese Gruppo Sportivo Vigili del Fuoco "Corrado Tomei", con allenatore Massimo Marconcini, olimpionico a Barcellona 1992.
Al suo esordio assoluto a un campionato del mondo conquista la medaglia di bronzo nella rassegna di Lucerna, nel 2001.
Nel 2005 ha conquistato a Gifu, in Giappone, la medaglia di bronzo ai campionati del mondo, come membro del due senza azzurro, in coppia con Dario Lari, anche lui livornese. Portando così, dopo quasi settanta anni dagli Scarronzoni, un'imbarcazione composta interamente da livornesi alla conquista di una medaglia in un campionato internazionale.
Nel 2006 è vicecampione del mondo sull'Otto italiano nel corso dei Campionati Mondiali Assoluti di Eton (Gran Bretagna). Con lui remano Carlo Mornati, Pierpaolo Frattini, Mario Palmisano, Dario Dentale, Alessio Sartori, Niccolò Mornati e Lorenzo Carboncini (timoniere è Gaetano Iannuzzi).
È stato 7 volte campione d'Italia. Dal 2002 è tesserato per il Gruppo Nautico delle Fiamme Gialle.
Come componente dell'equipaggio del quattro senza italiano, ha vinto la medaglia di bronzo alle Olimpiadi di Atene 2004 insieme a Leonardo, Dentale e Porzio e poi quella di argento a Pechino 2008 sul quattro di coppia con Raineri, Galtarossa e Venier, secondo solo all'equipaggio polacco.

## Palmarès
- Olimpiadi

Atene 2004: bronzo nel 4 senza
Pechino 2008: argento nel 4 di coppia
- Campionati del mondo di canottaggio

2001 - Lucerna: argento nel 4 senza
2005 - Kaizu: bronzo nel 2 senza
2006 - Eton: argento nell'8 con
2010 - Cambridge: argento nel 4 di coppia.
- Campionati europei di canottaggio

2011 - Plovdiv: bronzo nel 4 senza.
- Giochi del Mediterraneo

2005 - Almería: oro nel 2 senza